# クロイワトカゲモドキ
クロイワトカゲモドキ(黒岩蜥蜴擬、Goniurosaurus kuroiwae)は、爬虫綱有鱗目トカゲモドキ科トカゲモドキ属に分類されるトカゲ。別名リュウキュウトカゲモドキ。
以前はオビトカゲモドキも含め1種6亜種とされていたが、2024年3月に沖縄島北部の個体群が別種ヤンバルトカゲモドキとして新種記載されたのを機に全ての亜種を独立種とする見解があらためて示された。ここではそれらも含めて記述する。

## 分布
日本（奄美群島、沖縄諸島）固有種

## 形態
全長15 - 18センチメートル。頭胴長6.5 - 8.5センチメートル。腹面の鱗は扁平で、瓦状。体色は黒や暗褐色などで、黄色やピンク色などの縦縞や横縞が入る。尾に3 - 5本の白い横縞が入るが、再生尾では全体的に不規則な白色斑が入る。

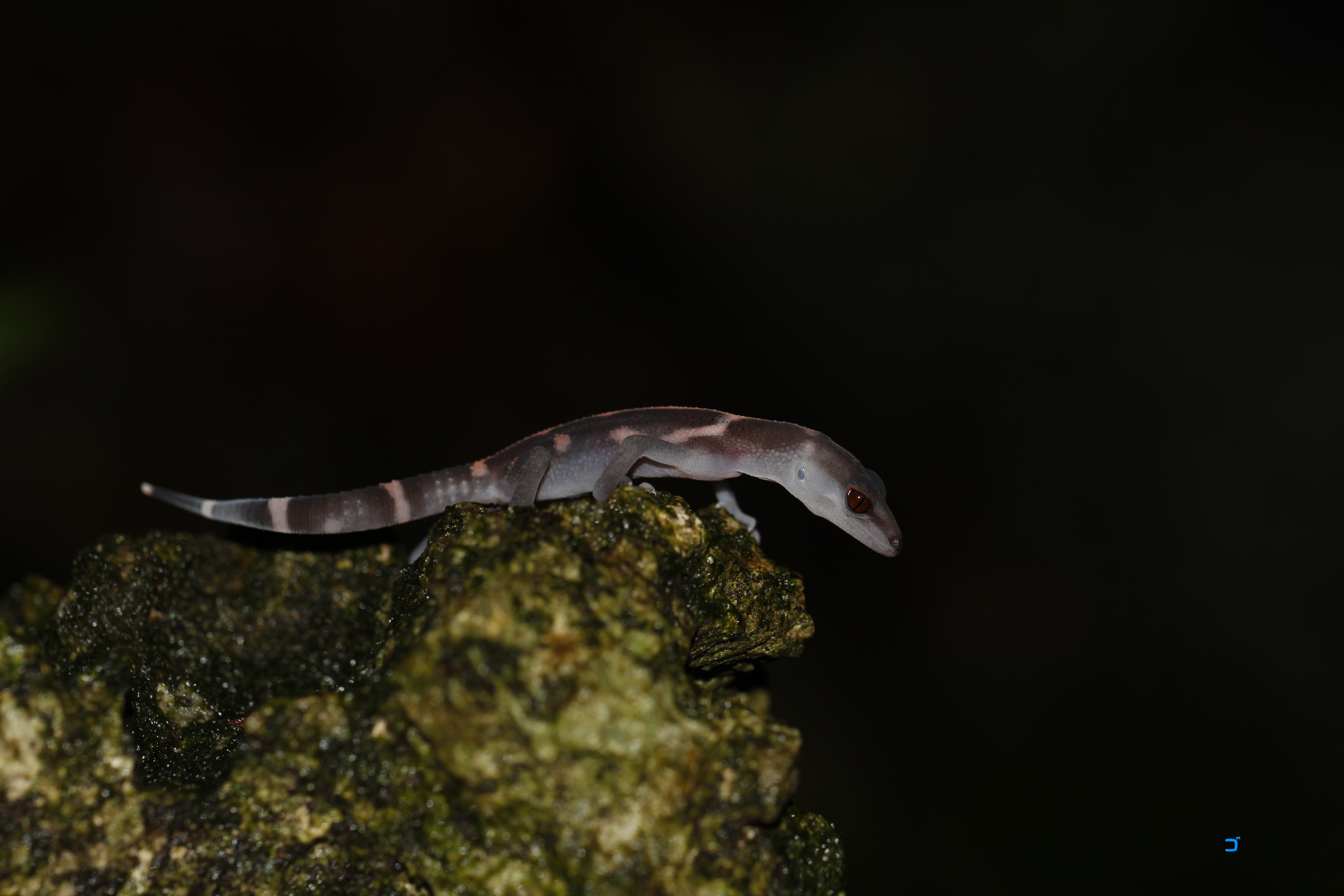
クロイワトカゲモドキ 幼体
沖縄本島南部撮影

## 分類
2024年に基亜種クロイワトカゲモドキのうち、北部のやんばる地域と古宇利島に生息する個体群が、分子系統解析及び外部形態の解析に基づいてヤンバルトカゲモドキとして新種記載された。同時にこれまで亜種とされることもあったタクサも全て独立種とする見解が示された。
2014年に発表されたミトコンドリアDNAの12S rRNAや16S rRNA・シトクロムbの分子系統推定から、本種の亜種とされていたオビトカゲモドキは他の亜種と遺伝的距離が大きいため、独立種として分割する説が有力とされていた。この分子系統推定では基亜種の沖縄島南部個体群とマダラトカゲモドキの伊江島個体群が単系統群を構成するなど、基亜種と亜種マダラトカゲモドキは偽系統群という解析結果も得られていた。
オビトカゲモドキとは1450万年前に分岐し、600万 - 3900万年前に各亜種が分岐したと推定されている。2017年に亜種マダラトカゲモドキの渡嘉敷島個体群が、亜種ケラマトカゲモドキG. k. sengokuiとして記載された。
すでにIUCNレッドリスト(2017)・Reptile Database(2018)などでは、各亜種を独立種とする説を採用していた。以下の分類、和名は日本爬虫両棲類学会(2024)に、英名は戸田(2014)に従う。
Goniurosaurus kuroiwae Namiye, 1912 クロイワトカゲモドキ Kuroiwa's ground gecko
日本（沖縄島中南部、瀬底島、屋我地島）固有種
体形は細い。背面の体色は暗褐色や黒褐色。胴体には明瞭な横帯は入らない。胴体前半部にピンクがかった縦縞が入り、その周辺に不規則に明色の斑点が入る。虹彩は赤褐色や暗赤褐色。
Goniurosaurus nebulozonatus Kurita and Toda, 2024 ヤンバルトカゲモドキ
日本（沖縄島北部、古宇利島）固有種 本種は、胴背面の中央部に縦帯が見られないことが多く、縦帯や横帯がある場合でも、それらと地色の境界がぼやける。さらに、腿のイボ状の鱗の密度や足の裏の鱗などにも特徴があり、それらを総合して判断する必要がある。ちなみに、本種の学名Goniurosaurus nebulozonatusは「ぼやけた横帯を持つトカゲモドキ」という意味。
Goniurosaurus orientalis (Maki, 1930) マダラトカゲモドキ Spotted ground gecko
日本（伊江島、渡名喜島）固有種
背面の体色は暗褐色。胴体にピンク色がかった横縞が3 - 4本と、正中線上に断続的な縦縞が入る。縦縞と横縞の間には不規則に斑点が入る。虹彩は赤褐色や暗赤褐色。
Goniurosaurus sengokui Honda et Ota, 2017 ケラマトカゲモドキ
日本（阿嘉島？＜絶滅？＞、渡嘉敷島）固有種
背面の体色は褐色。胴体に淡黄色の横縞が4本（頸部・前肢と後肢の間の4分の1・4分の3・後肢よりも後部）入る。頸部より後部の正中線上に赤やピンクがかった橙色の縦縞が入る。頭部は明褐色や褐色で、一部に淡黄色の破線状になった網目模様が入る。
種小名は千石正一への献名。
Goniurosaurus toyamai Grismer, Ota et Tanaka, 1994 イヘヤトカゲモドキ Toyama's ground gecko
日本（伊平屋島）固有種
他の亜種と比較すると、体形は太く幅広い。背面の体色は黒や暗褐色。胴体にピンクがかった横縞が3 - 4本入るが、縦縞や横帯の間に斑点は入らない。虹彩は赤褐色や暗赤褐色。
Goniurosaurus yamashinae (Okada, 1936) クメトカゲモドキ Yamashina's ground gecko
日本（久米島）固有種
体形は細い。胴体に黄色がかった横縞が4本入るが、縦縞は入らない。横縞の間には不規則に明色の斑点が入る。虹彩は黄褐色。指趾の基部に大型鱗がない。
Goniurosaurus splendens (Nakamura et Ueno, 1959) オビトカゲモドキ Banded ground gecko
日本（徳之島）固有種
体形はやや小さく、細い。頸部に1本、胴体に3本の、淡い桃色の横縞が入る。尾にも数本の白い環状紋があるが、再生尾ではまだら模様になる。虹彩は赤味を帯びる褐色。

## 生態
山地の常緑広葉樹林やその周辺にある石灰洞などに生息する。地表棲。夜行性で、昼間は倒木の下や洞窟で休む。
昆虫、クモ、多足類、ワラジムシ類などを食べる。
繁殖形態は卵生。基亜種は5 - 8月に1回に2個の卵を、1か月以上の間隔をあけて数回にわたり産む。

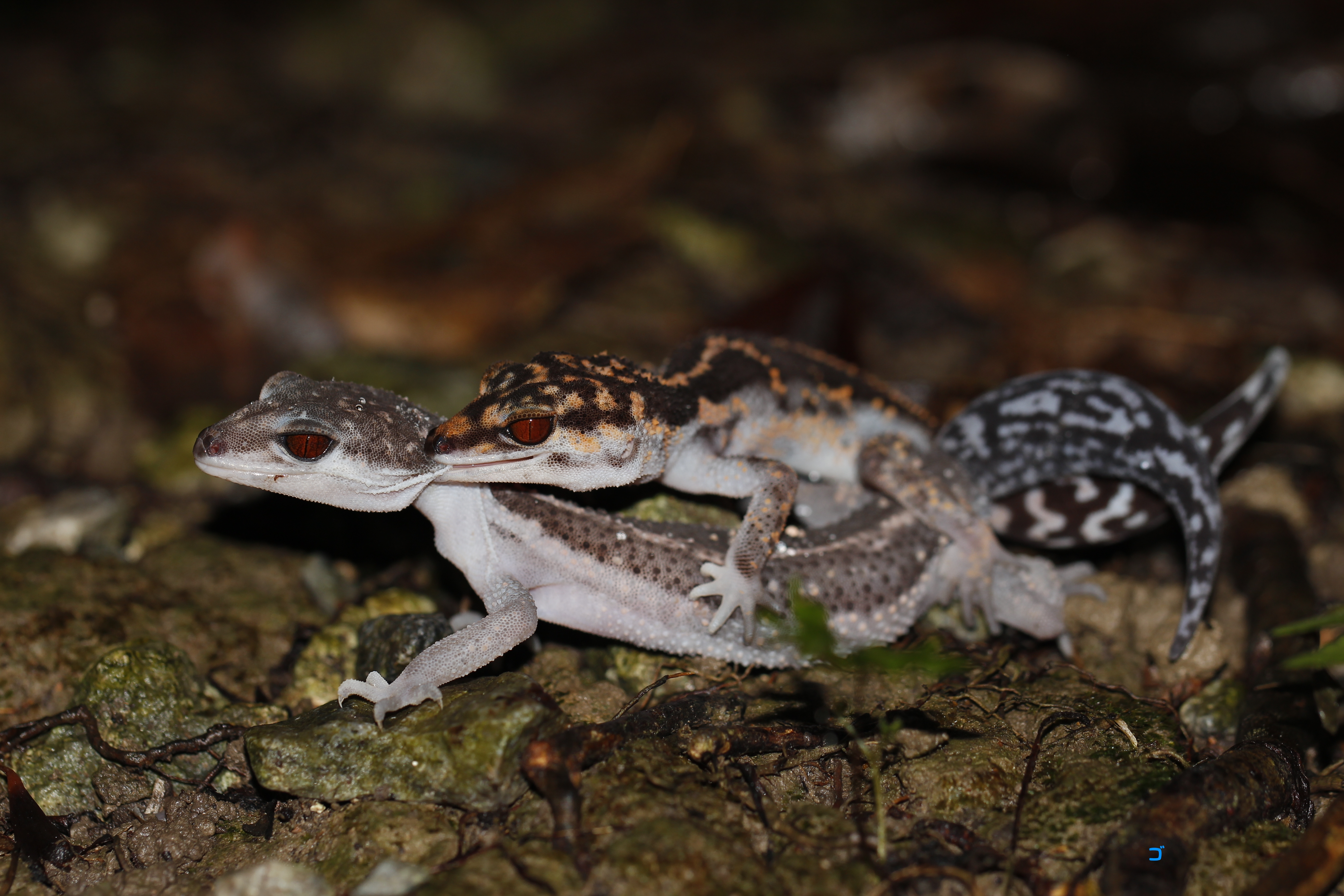
交尾中のクロイワトカゲモドキ

## 人間との関係
生息地では有毒種と信じられ、アシハブやジーハブといった方言で呼称される。
開発による生息地の破壊、人為的に移入されたノイヌ・ノネコ・フイリマングース・ニホンイタチ・サキシマハブ・ウシガエルなどによる捕食などにより生息数は激減している。ペット用に密猟されていると考えられ、1990年代にアメリカ人の密漁者が摘発された例がある。1978年に種として沖縄県の天然記念物に指定されている。
以下のIUCNレッドリストは亜種ケラマトカゲモドキを除き各亜種を独立種として判定している。ヤンバルトカゲモドキは記載されたばかりで、まだ評価されていない。
G. k. kuroiwae クロイワトカゲモドキ
VULNERABLE (IUCN Red List Ver. 3.1 (2001))

絶滅危惧II類 (VU)（環境省レッドリスト）
G. k. orientalis マダラトカゲモドキ
ENDANGERED (IUCN Red List Ver. 3.1 (2001))

絶滅危惧IA類 (CR)（環境省レッドリスト）
G. k. sengokui ケラマトカゲモドキ
絶滅危惧IB類 (EN)（環境省レッドリスト）
G. k. toyamai イヘヤトカゲモドキ
林道・ダム建設や農地開発による生息地の破壊により生息数が減少し、ペット用の採集も懸念されている。
CRITICALLY ENDANGERED (IUCN Red List Ver. 3.1 (2001))

絶滅危惧IA類 (CR)（環境省レッドリスト）
G. k. yamashinae クメトカゲモドキ
林道建設や農地開発による生息地の破壊により生息数が減少し、ペット用の採集も懸念されている。
CRITICALLY ENDANGERED (IUCN Red List Ver. 3.1 (2001))

絶滅危惧IA類 (CR)（環境省レッドリスト）